# Lijst van Eerste Kamerleden 1917-1919
Lijst van Eerste Kamerleden 1917-1919 geeft een overzicht van de leden van de Nederlandse Eerste Kamer in de periode tussen de verkiezingen van 1917 en de verkiezingen van 1919. De zittingsperiode van de Eerste Kamer ging in op 28 juni 1917 en eindigde op 15 september 1919.
De Eerste Kamer telde 50 leden, gekozen door de leden van Provinciale Staten in de elf provincies. Eerste Kamerleden werden gekozen voor een termijn van negen jaar; om de drie jaar werd een derde deel van de Eerste Kamer vernieuwd.
| Naam                                               | politieke partij                      | provincie     | begindatum       | einddatum         | refs   |
| -------------------------------------------------- | ------------------------------------- | ------------- | ---------------- | ----------------- | ------ |
| Gijsbert d' Aumale van Hardenbroek van Hardenbroek | Anti-Revolutionaire Partij            | Utrecht       | 28 juni 1917     | 15 september 1919 | [ 1 ]  |
| Willem van Basten Batenburg                        | Algemeene Bond                        | Gelderland    | 28 juni 1917     | 15 september 1919 | [ 2 ]  |
| Herman Bavinck                                     | Anti-Revolutionaire Partij            | Zuid-Holland  | 28 juni 1917     | 15 september 1919 | [ 3 ]  |
| Lodewijk van den Berg                              | Anti-Revolutionaire Partij            | Zuid-Holland  | 28 juni 1917     | 24-07-1922 [ c ]  | [ 4 ]  |
| Edo Bergsma                                        | Liberale Unie                         | Friesland     | 28 juni 1917     | 24-07-1922 [ c ]  | [ 5 ]  |
| Jacob van den Biesen                               | Algemeene Bond                        | Noord-Brabant | 28 juni 1917     | 5 december 1917   | [ 6 ]  |
| Halbe Binnerts                                     | Liberale Unie                         | Friesland     | 28 juni 1917     | 24-07-1922 [ c ]  | [ 7 ]  |
| Klaas de Boer                                      | Liberale Unie                         | Noord-Holland | 28 juni 1917     | 24-07-1922 [ d ]  | [ 8 ]  |
| Jan Bosch van Oud-Amelisweerd                      | Algemeene Bond                        | Utrecht       | 28 juni 1917     | 24-07-1922 [ d ]  | [ 9 ]  |
| Cornelis Bressers                                  | Algemeene Bond                        | Noord-Brabant | 19 februari 1918 | 24 juni 1919      | [ 10 ] |
| Hendrik Colijn                                     | Anti-Revolutionaire Partij            | Gelderland    | 28 juni 1917     | 15 september 1919 | [ 11 ] |
| Jacob Cremer                                       | Liberale Unie                         | Noord-Holland | 28 juni 1917     | 24-07-1922 [ d ]  | [ 12 ] |
| Rudolph Diepen                                     | Algemeene Bond                        | Noord-Brabant | 28 juni 1917     | 15 september 1919 | [ 13 ] |
| Petrus van der Does de Willebois                   | Algemeene Bond                        | Noord-Brabant | 28 juni 1917     | 24-07-1922 [ d ]  | [ 14 ] |
| Rembertus Dojes                                    | Liberale Unie                         | Groningen     | 28 juni 1917     | 24-07-1922 [ d ]  | [ 15 ] |
| Hendrik Drucker                                    | Vrijzinnig-Democratische Bond         | Noord-Holland | 28 juni 1917     | 5 september 1917  | [ 16 ] |
| David van Embden                                   | Vrijzinnig-Democratische Bond         | Noord-Holland | 19 november 1918 | 15 september 1919 | [ 17 ] |
| Gustaaf van der Feltz                              | Vrijzinnig-Democratische Bond         | Drenthe       | 28 juni 1917     | 24-07-1922 [ d ]  | [ 18 ] |
| Abraham Fokker                                     | Liberale Unie                         | Zeeland       | 28 juni 1917     | 24-07-1922 [ d ]  | [ 19 ] |
| Herman Franssen                                    | Anti-Revolutionaire Partij            | Overijssel    | 28 juni 1917     | 15 september 1919 | [ 20 ] |
| Carel Geertsema                                    | Liberale Unie                         | Groningen     | 6 november 1917  | 24-07-1922 [ c ]  | [ 21 ] |
| Nicolaas de Gijselaar                              | Christelijk-Historische Unie          | Zuid-Holland  | 28 juni 1917     | 15 september 1919 | [ 22 ] |
| Arnoldus Gilissen                                  | Algemeene Bond                        | Zuid-Holland  | 28 juni 1917     | 24-07-1922 [ d ]  | [ 23 ] |
| Oscar Haffmans                                     | Algemeene Bond                        | Limburg       | 28 juni 1917     | 24-07-1922 [ c ]  | [ 24 ] |
| Abraham van der Hoeven                             | Christelijk-Historische Unie          | Zuid-Holland  | 28 juni 1917     | 24-07-1922 [ c ]  | [ 25 ] |
| Hendrik van Holthe tot Echten                      | Liberale Unie                         | Drenthe       | 28 juni 1917     | 15 september 1919 | [ 26 ] |
| Pieter 't Hooft                                    | Anti-Revolutionaire Partij            | Gelderland    | 28 juni 1917     | 24-07-1922 [ c ]  | [ 27 ] |
| Douwinus van Houten                                | Liberale Unie                         | Noord-Holland | 28 juni 1917     | 24-07-1922 [ c ]  | [ 28 ] |
| Jacobus Kappeyne van de Coppello                   | Liberale Unie                         | Noord-Holland | 28 juni 1917     | 24-07-1922 [ d ]  | [ 29 ] |
| Henri van Kol                                      | Sociaal-Democratische Arbeiderspartij | Friesland     | 28 juni 1917     | 15 september 1919 | [ 30 ] |
| Jacob Kraus                                        | Liberale Unie                         | Noord-Holland | 28 juni 1917     | 24-07-1922 [ c ]  | [ 31 ] |
| Abraham Kuyper                                     | Anti-Revolutionaire Partij            | Zuid-Holland  | 28 juni 1917     | 24-07-1922 [ c ]  | [ 32 ] |
| Jan Laan                                           | Liberale Unie                         | Noord-Holland | 28 juni 1917     | 15 september 1918 | [ 33 ] |
| Alphonsus van Lamsweerde                           | Algemeene Bond                        | Gelderland    | 28 juni 1917     | 24-07-1922 [ d ]  | [ 34 ] |
| Willem van Lanschot                                | Algemeene Bond                        | Noord-Brabant | 28 juni 1917     | 15 september 1919 | [ 35 ] |
| Jacobus van Loon                                   | Algemeene Bond                        | Noord-Brabant | [ i ] [ j ]      | 24-07-1922 [ c ]  | [ 36 ] |
| Christiaan Lucasse                                 | Anti-Revolutionaire Partij            | Zeeland       | 28 juni 1917     | 24-07-1922 [ c ]  | [ 37 ] |
| Louis van der Maesen de Sombreff                   | Algemeene Bond                        | Limburg       | 28 juni 1917     | 24-07-1922 [ d ]  | [ 38 ] |
| Alphonse Michiels van Kessenich                    | Algemeene Bond                        | Limburg       | 28 juni 1917     | 15 september 1919 | [ 39 ] |
| Frederik van Nierop                                | Liberale Unie                         | Noord-Holland | 28 juni 1917     | 24-07-1922 [ c ]  | [ 40 ] |
| Henri Polak                                        | Sociaal-Democratische Arbeiderspartij | Friesland     | 28 juni 1917     | 24-07-1922 [ d ]  | [ 41 ] |
| Frederic Reekers                                   | Algemeene Bond                        | Gelderland    | 28 juni 1917     | 24-07-1922 [ d ]  | [ 42 ] |
| Antonius Smits                                     | Algemeene Bond                        | Noord-Brabant | 28 juni 1917     | 24-07-1922 [ c ]  | [ 43 ] |
| Henri Staal                                        | Liberale Unie                         | Noord-Holland | 28 juni 1917     | 15 september 1919 | [ 44 ] |
| Dirk Stork                                         | Bond van Vrije Liberalen              | Overijssel    | 28 juni 1917     | 24-07-1922 [ d ]  | [ 45 ] |
| Gerardus van Swaaij                                | Algemeene Bond                        | Zuid-Holland  | 28 juni 1917     | 24-07-1922 [ d ]  | [ 46 ] |
| Edzard Tjarda van Starkenborgh Stachouwer          | Liberale Unie                         | Groningen     | 28 juni 1917     | 11 september 1917 | [ 47 ] |
| Franciscus Verheyen                                | Algemeene Bond                        | Noord-Brabant | 28 juni 1917     | 24-07-1922 [ d ]  | [ 48 ] |
| Willem Vliegen                                     | Sociaal-Democratische Arbeiderspartij | Noord-Holland | 27 november 1917 | 15 september 1919 | [ 49 ] |
| Jan van Voorst tot Voorst                          | Algemeene Bond                        | Zuid-Holland  | 28 juni 1917     | 24-07-1922 [ d ]  | [ 50 ] |
| Willem de Vos van Steenwijk                        | Christelijk-Historische Unie          | Overijssel    | 28 juni 1917     | 24-07-1922 [ c ]  | [ 51 ] |
| Jan de Waal Malefijt                               | Anti-Revolutionaire Partij            | Zuid-Holland  | 28 augustus 1917 | 15 september 1919 | [ 52 ] |
| Otto van Wassenaer van Catwijck                    | Christelijk-Historische Unie          | Gelderland    | 28 juni 1917     | 24-07-1922 [ c ]  | [ 53 ] |
| Jan Westerdijk                                     | Vrijzinnig-Democratische Bond         | Groningen     | 28 juni 1917     | 15 september 1919 | [ 54 ] |
| Franciscus van Wichen                              | Algemeene Bond                        | Zuid-Holland  | 28 juni 1917     | 15 september 1919 | [ 55 ] |